# Старый Кондаль
Старый Кондаль — село в Руднянском районе Волгоградской области, в составе Громковского сельского поселения. Основано в конце XVII — начале XVIII века.
Население — 78 (2010)

## История
В Историко-географическом словаре Саратовской губернии, составленном в 1898—1902 годах, село Кондаль, Никольское, Старый Кондаль, Кондали тож, Лопуховской волости Камышинского уезда Саратовской губернии основано в конце XVII — начале XVIII века. Названо по селу Кондаль Петровского уезда, откуда прибыли первые поселенцы. После крестьянской реформы 1861 года часть жителей отселились, образовав сёла Новая Кондаль и Терехино. До 1876 года земельный надел был общий с селом Терехино). В 1894 года за селом было закреплено 5596 десятин земли, в том числе удобной — 4309 десятин. В селе имелась Никольская церковь (по церкви село также звалось Никольским), церковно-приходская школа
С 1928 года — в составе Руднянского района Камышинского округа (округ упразднён в 1930 году) Нижне-Волжского края (с 1935 года Сталинградского края, с 1936 года — Сталинградской области, с 1961 года — Волгоградской области). До 1953 года село являлось центром самостоятельного Старо-Кондальского сельсовета. В 1953 году включено в состав Громковского сельсовета

## Физико-географическая характеристика
Село находится в степи, в пределах возвышенности Медведицкие яры, являющейся частью Восточно-Европейской равнины, на правом берегу реки Медведицы. Рельеф местности холмисто-равнинный, развита овражно-балочная сеть. По балкам близ села и в пойме Медведицы сохранились островки леса. Почвы — чернозёмы южные. Центр населённого пункта — на высоте около 120 метров над уровнем моря.
Расстояние до областного центра города Волгограда составляет 270 км, до районного центра посёлка Рудня — 39 км. Ближайшие населённые пункты: село Новый Кондаль и село Громки. Первое расположено в 4 км (по прямой) к юго-западу от Старого Кондаля, второе в 4 км к северу.
Часовой пояс
Старый Кондаль, как и вся Волгоградская область, находится в часовой зоне МСК (московское время). Смещение применяемого времени относительно UTC составляет +3:00.

## Население
Динамика численности населения
| 1862 | 1886 | 1891 | 1894 | 1897 | 1911 | 1987 | 2002 |
| ---- | ---- | ---- | ---- | ---- | ---- | ---- | ---- |
| 1911 | 1003 | 1194 | 1044 | 923  | 1316 | ≈160 | 97   |

| 2010 |
| ---- |
| 78   |